# Dianthoveus cremnophilus
Dianthoveus cremnophilus Hammel & G.J.Wilder – gatunek wieloletnich chamefitów z monotypowego rodzaju Dianthoveus z rodziny okolnicowatych, występujących w Kolumbii i Ekwadorze, zasiedlających wilgotne lasy u podnóża Andów. Nazwa naukowa rodzaju jest anagramem nazwy rodzaju Evodianthus.

## Morfologia
PokrójRośliny zielne często tworzące kępy.
ŁodygaKłącze o długości od 7 do 53 cm i średnicy do 6 cm u roślin dorosłych, często wyniesione nad powierzchnię gruntu i wzniesione przez liczne, grube korzenie przybyszowe osiągające długość 75 cm.
LiścieUlistnienie skrętoległe. Ogonki liściowe o długości 21–77 cm. Blaszki liściowe dwuklapowe o wymiarach 72–107×16,5–30 cm. Każdy segment o szerokości od 9 do 16 cm, z 19–26 fałdami, lancetowaty z krótko zaostrzonym wierzchołkiem. Liście ciemno satynowozielone doosiowo, jaśniejsze i matowe odosiowo.
KwiatyKwiaty jednopłciowe, zebrane w kolbę. Kwiatostan pojedynczy, wyrastający wierzchołkowo na pędzie kwiatostanowym o długości od 25–34 cm (w okresie kwitnienia) do 46–61 cm (w okresie owocowania). Pochwy kwiatostanowe dwóch typów: 3 zielone i mięsiste, rozróżnialne na ogonek liściowy, pochwę i blaszkę, o wymiarach 9,5–25,8×5–6 cm, położone nie niżej niż 3 cm poniżej kwiatostanu, przy czym najniższy większy od wyżej położonych i niekiedy dwuklapowy, oraz 6 niewielkich, błoniastych pochew, przypominających zielonkawo-białe zredukowane liście łuskowate, osiągające wielkość 4,7×1 cm, położonych powyżej tych pierwszych, na jednym poziomie, zwykle tylko po jednej stronie kwiatostanu. Kolby cylindryczne, brudnobiałe, o długości 7,8–9,5 cm i średnicy 2,6–3,1 cm w okresie kwitnienia. Kwiaty męskie odwrotnie piramidalne, o długości 3,3–5,5 cm. Dno kwiatowe trójkątne, z licznymi wielokomórkowymi brodawkami tworzącymi miseczkę wokół nasady każdego pręcika. Listki okwiatu od 10 do 18, cienkie i wąsko trójkątno-zaostrzone, o długości do 2,7 mm, położone regularnie na brzegu dna kwiatowego. Pręciki od 19 do 32, z eliptycznymi główkami, o długości 0,7–1,1 mm i średnicy 0,4–0,8 mm. Pylniki położone na wysokości od połowy do dwóch trzecich główki, oddzielone szerokim, szczecinowato zakończonym łącznikiem. Nitki pręcików drobne lub nieobecne. Kwiaty żeńskie wolne, wąsko małżowinowate, o szerokości 3,8–4,1 mm. Listki okwiatu wolne, z czasem częściowo zrastające się, wyrastające z wierzchołka dolnej zalążni, długo zaostrzone, o wierzchołkach pofałdowanych nad znamionami słupków, a następnie odchylających się, osiągających długość 2–4,3 mm w okresie kwitnienia. Prątniczki białe, o długości do 9,5 cm i średnicy 1,5 mm. Szyjki słupków o długości 0,9–2 mm. Znamiona wypukłe. Łożyska 4, parietalne.
OwoceJagodopodobne, zawierające liczne wrzecionowate nasiona o długości 1,4–2,45 mm i ciemnobursztynowej łupinie. Bielmo pozbawione skrobi.

## Systematyka
Pozycja systematyczna według Angiosperm Phylogeny Website (aktualizowany system APG IV z 2016)Należy do podrodziny Carludovicioideae, rodziny okolnicowatych, w rzędzie pandanowców (Pandanales) zaliczanych do jednoliściennych (monocots).
Typ nomenklatorycznyHolotypem gatunku jest okaz zielnikowy, zebrany przez autorów na stromej, wilgotnej skarpie wzdłuż autostrady, 44 km na wschód od Santo Domingo w ekwadorskiej prowincji Pichincha, na wysokości 1200 m n.p.m. Okaz przechowywany jest w zbiorach Missouri Botanical Garden. W 11 innych herbariach znajdują się izotypy gatunku.